# Aignes
Aignes (okzitanisch Anhas) ist eine französische Gemeinde mit 240 Einwohnern (Stand: 1. Januar 2022) im Département Haute-Garonne in der Region Okzitanien (vor 2016 Midi-Pyrénées). Sie gehört zum Arrondissement Toulouse und zum Kanton Escalquens. Die Bewohner werden Aignois(es) genannt.

## Geographie
Aignes liegt etwa 34 Kilometer südsüdwestlich von Toulouse im Lauragais am Flüsschen Tédèlou. Die nordöstliche Gemeindegrenze markiert die Aïse. Umgeben wird Aignes von den Nachbargemeinden Saint-Léon im Norden, Nailloux im Norden und Nordosten, Montgeard im Osten, Calmont im Südosten und Süden, Cintegabelle im Südwesten und Westen sowie Mauvaisin im Nordwesten.

## Bevölkerungsentwicklung
| Jahr                       | 1962 | 1968 | 1975 | 1982 | 1990 | 1999 | 2006 | 2014 | 2020 |
| -------------------------- | ---- | ---- | ---- | ---- | ---- | ---- | ---- | ---- | ---- |
| Einwohner                  | 333  | 219  | 184  | 176  | 168  | 193  | 228  | 249  | 242  |
| Quellen: Cassini und INSEE |      |      |      |      |      |      |      |      |      |

## Sehenswürdigkeiten
- Kirche Saint-Baudile aus dem 16. Jahrhundert
- Kapelle von Lapeyre

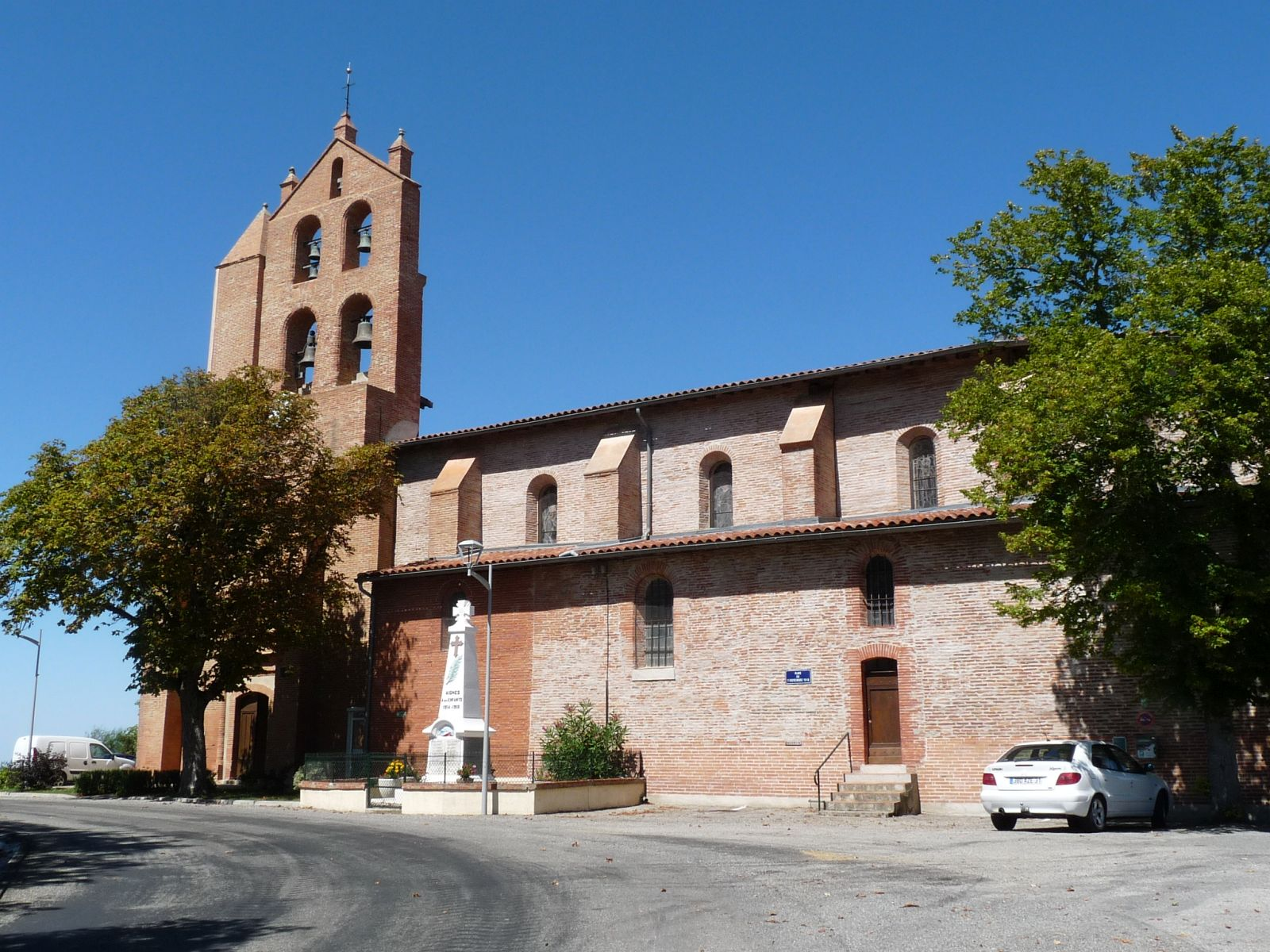
Kirche Saint-Baudile
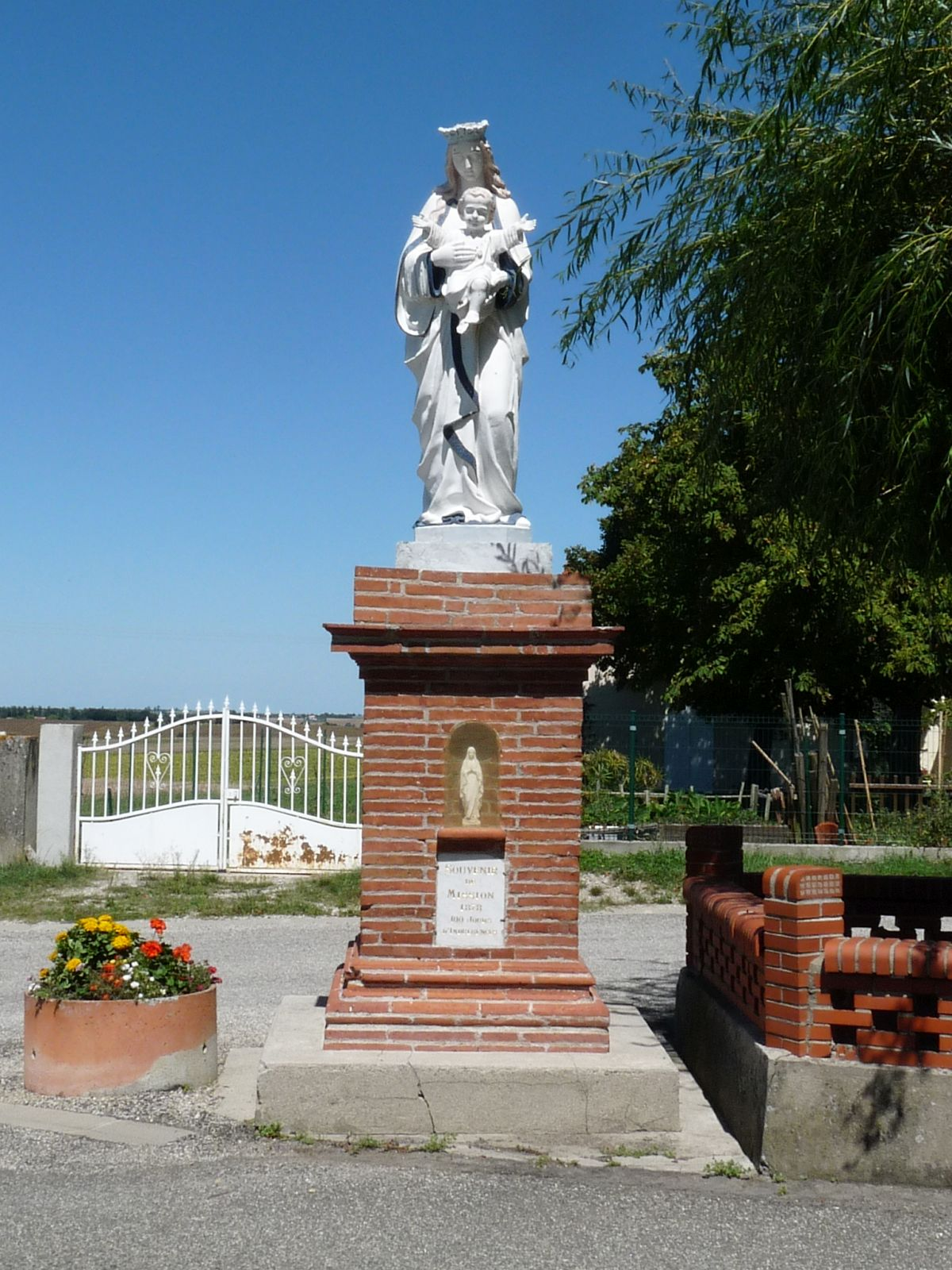
Marienstatue
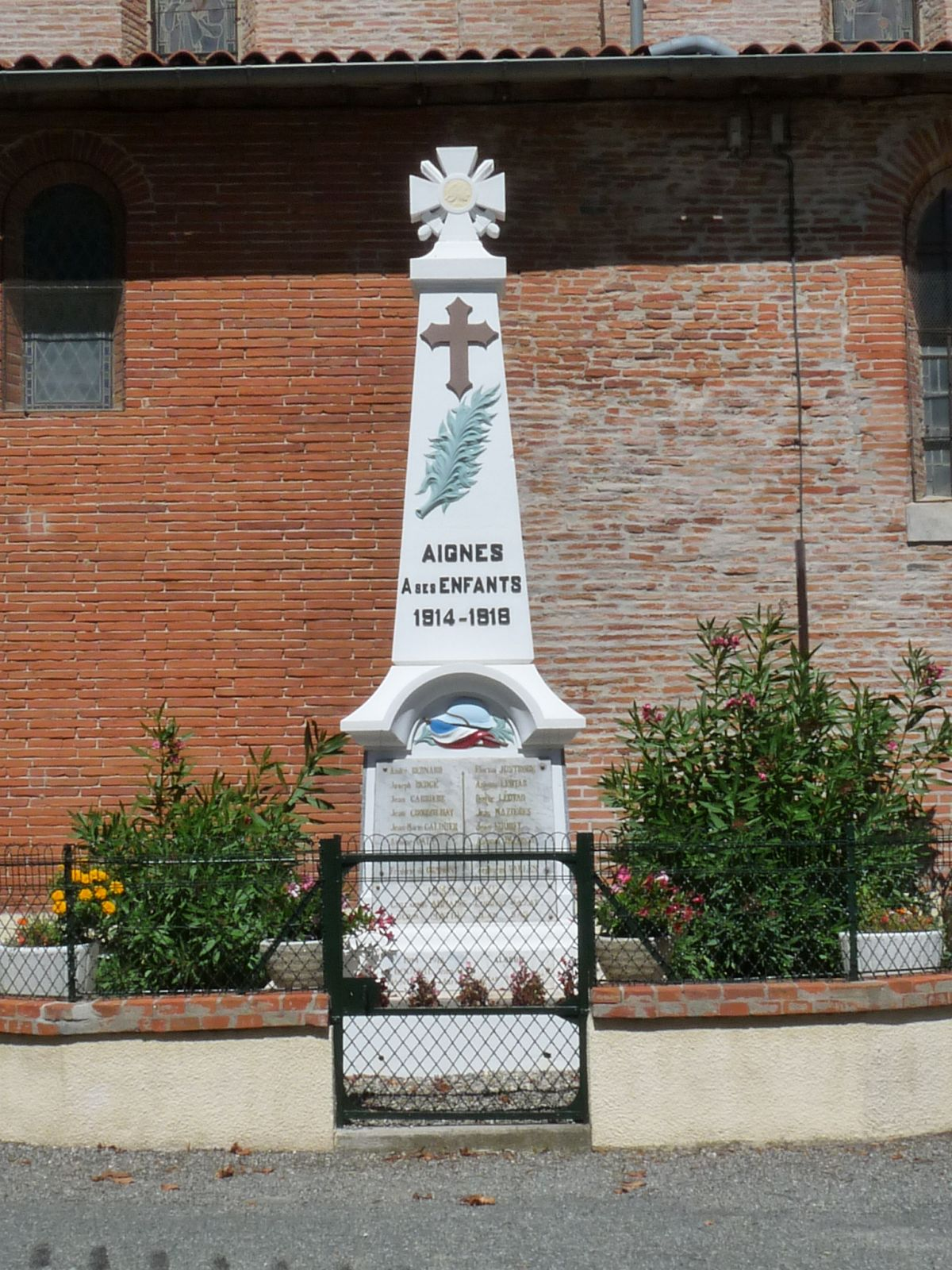
Gefallenendenkmal

## Persönlichkeiten
- Guillaume Cammas (1698–1777), Maler und Architekt